# Tramway de Saratov
 (décembre 2023).
Si vous disposez d'ouvrages ou d'articles de référence ou si vous connaissez des sites web de qualité traitant du thème abordé ici, merci de compléter l'article en donnant les références utiles à sa vérifiabilité et en les liant à la section « Notes et références ».
Le tramway de Saratov est le réseau de tramway de la ville de Saratov, en Russie. Il est composé de onze lignes. Le réseau a été mis en service le 11 décembre 1908, sous l'administration du gouverneur de Saratov, Sergueï Tatichtchev.